# Lycée militaire Kuleli
Le lycée militaire Kuleli (en turc : Kuleli Askerî Lisesi) est un établissement d'enseignement secondaire turc sous direction militaire.

## Historique

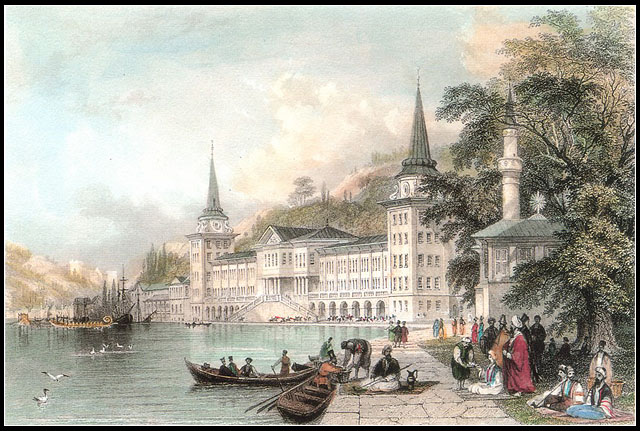
Caserne de cavalerie Kuleli en 1841. Gravure sur acier d'après Thomas Allom, gravée par S. Fisher, coloriée à la main,.

À la fin du XIXe siècle le lycée est en deux parties, une école préparatoire de médecine et une école préparatoire militaire,.
En 1883, le lycée compte 19 professeurs et 600 étudiants ; 200 Turcs destinés à l'École de guerre de Pangaltı et 400 de toutes religions préparant l'école de médecine. Les études durent trois ans et la scolarité est payée par l'État ottoman.
Il est, comme les autres établissements équivalents, fermé en août 2016 peu après la tentative de coup d'État. Il est situé dans les locaux d'une caserne ottomane dans le quartier de Çengelköy, dans le district d'Üsküdar, sur la rive asiatique d'Istanbul.